# Chraštice
Chraštice är en ort i Tjeckien.   Den ligger i regionen Mellersta Böhmen, i den centrala delen av landet, 60 km söder om huvudstaden Prag. Chraštice ligger 551 meter över havet och antalet invånare är 209.
Terrängen runt Chraštice är platt åt nordväst, men åt sydost är den kuperad. Chraštice ligger uppe på en höjd. Runt Chraštice är det glesbefolkat, med 14 invånare per kvadratkilometer. Närmaste större samhälle är Příbram, 13,3 km norr om Chraštice. I omgivningarna runt Chraštice växer i huvudsak blandskog.